# Narcinops westraliensis
Narcinops westraliensis is een vissensoort uit de familie van de schijfroggen (Narcinidae). De wetenschappelijke naam van de soort is voor het eerst geldig gepubliceerd in 1966 door McKay.